# Charles Eugène Bertrand
Pour les articles homonymes, voir Bertrand.
Charles Eugène Bertrand est un paléobotaniste français, né le 2 janvier 1851 à Paris et mort le 18 août 1917 à Lille.

## Biographie
Il fait ses études auprès du botaniste Joseph Decaisne et de l’agronome Pierre-Paul Dehérain, tous deux du Muséum national d'histoire naturelle. Il devient docteur ès sciences à Paris en 1874 avec une thèse intitulée Anatomie comparée des tiges et des feuilles chez les gnétacies et chez les conifères. Il obtient un poste de professeur de botanique à l’Université de Lille en 1878. Il dirige les Archives botaniques du nord de la France de 1881 à 1887.
Bertrand reçoit le prix Kuhlmann de la Société des sciences, de l'agriculture et des arts de Lille en 1883 puis le prix Bordin en 1875. Bertrand s’intéresse particulièrement à la formation des charbons. Il est notamment l’auteur de :
- Traité de botanique à l'usage des aspirants au grade de licencié ès sciences naturelles et au grade d'agrégé des lycées pour les sciences naturelles (imprimerie de L. Danel, Lille, 1881), tiré des Archives botaniques du nord de la France. Texte disponible en ligne sur LillOnum Tome I
- Archives botaniques du Nord de la France. Disponible en ligne sur LillOnum : Tome I (Imprimerie L. Danel, Lille. 1881), Tome II (Octave Doin, Paris. 1884), Tome III (Octave Doin, Paris. 1886)
- Recherches sur les Tmésiptéridées (imprimerie de L. Danel, Lille, 1883). Texte disponible en ligne sur LillOnum
- Remarques sur le Lepidodendron harcourtii de Witham (Travaux et mémoires des facultés de Lille, 1891). Texte disponible en ligne sur LillOnum
- Les charbons humiques et les charbons de purins (Travaux et mémoires des facultés de Lille, 1898). Disponible en ligne sur LillOnum.
- Étude sur quelques caractéristiques de la structure des filicinées actuelles (Travaux et mémoires des facultés de Lille, 1902). Texte disponible en ligne sur LillOnum.
- Les coprolithes de Bernissart (Imprimerie Polleunis & Ceuterick, Bruxelles, 1903).
- Maurice Hovelacque : 24 septembre 1858 - 17 mai 1898 : Discours prononcés sur la tombe de Maurice Hovelacque le 20 mai 1898. (Le texte de Charles Eugène Bertrand est présent à côté de ceux d'Emmanuel de Margerie (1862 - 1953) et d'Ernest Van Den Broeck (1851 - 1932). Imprimerie Gauthier - Villars (Paris, 1898). Le texte disponible en ligne sur LillOnum.

Il est le père du paléobotaniste Paul Bertrand (1879-1944).
Son épouse est Marie Hugonin, fondatrice en 1883 du lycée de jeunes filles d'Amiens.
Il est inhumé au cimetière de la Madelaine à Amiens.
- distinctions :
- lauréat de l'Institut (prix Bordin 1875)
- lauréat de la Société des sciences, de l'agriculture et des arts de Lille (1883)
- chevalier de la Légion d'honneur le 13 janvier 1903, officier  à titre posthume le 31 octobre 1923
- chevalier de l'Ordre de Leopold (1903)
- Correspondant de l'Institut (1904)
- Docteur Honoraire de l'Université de Genève (1909)
- Palmes académiques

## Source
- Allen G. Debus (dir.) (1968). World Who’s Who in Science. A Biographical Dictionary of Notable Scientists from Antiquity to the Present. Marquis-Who’s Who (Chicago) : xvi + 1855 p.
- Notice sur les travaux scientifiques de Charles-Eugène Bertrand (1887)